# Eriogonum pauciflorum
Eriogonum pauciflorum är en slideväxtart som beskrevs av Frederick Traugott Pursh. Eriogonum pauciflorum ingår i släktet Eriogonum och familjen slideväxter. Inga underarter finns listade i Catalogue of Life.